# 白河街道 (南陽市)
白河街道，是中华人民共和国河南省南阳市宛城区下辖的一个乡镇级行政单位。

## 行政区划
白河街道下辖以下地区：
溧河店社区、赵营社区、商苑社区、溧源社区、王庄村、下洼村、魏营村和双铺村。